# Pablo Repetto
Pablo Eduardo Repetto Aquino (ur. 14 marca 1974 w Montevideo) – urugwajski piłkarz pochodzenia włoskiego występujący na pozycji bocznego obrońcy, trener piłkarski.